# 7756 Scientia
7756 Scientia este un asteroid din centura principală de asteroizi.

## Descriere
7756 Scientia este un asteroid din centura principală de asteroizi. A fost descoperit pe 27 martie 1990 la Observatorul Palomar de Carolyn S. Shoemaker și Eugene M. Shoemaker. Asteroidul prezintă o orbită caracterizată de o semiaxă mare de 3,16 ua, o excentricitate de 0,02 și o înclinație de 16,6° în raport cu ecliptica.